# Mirra Alexandrowna Andrejewa
Mirra Alexandrowna Andrejewa (russisch Мирра Александровна Андреева, englisch Mirra Andreeva; * 29. April 2007 in Krasnojarsk) ist eine russische Tennisspielerin.

## Karriere

### Anfänge–2024: Juniorin, Erster WTA-Titel
Andrejewa begann mit sechs Jahren das Tennisspielen und bevorzugt Hartplätze. Bis Anfang 2022 spielte sie vor allem Turniere auf der ITF Women’s World Tennis Tour, wo sie sechs Titel im Einzel gewinnen konnte. Später im Verlauf des Jahres trat sie ausschließlich auf der WTA Tour, auch bei Grand-Slam-Turnieren, auf.
2022 trat sie bei den Australian Open im Juniorinnendoppel mit Partnerin Malwina Rowinska an, wo die beiden aber bereits in der ersten Runde gegen die späteren Viertelfinalistinnen Jekaterina Chairutdinowa und Aruschan Sagandikowa mit 3:6 und 4:6 verloren. Bei den French Open 2022 erreichte sie im Juniorinneneinzel das Viertelfinale und im Juniorinnendoppel zusammen mit Partnerin Tereza Valentová das Achtelfinale. Bei den US Open 2022 erreichte sie im Juniorinneneinzel wie bei den French Open das Viertelfinale und im Juniorinnendoppel mit Partnerin Alexandra Eala das Achtelfinale. Im Oktober erhielt sie eine Wildcard für das Hauptfeld im Dameneinzel der Jasmin Open Monastir, ihrem ersten Turnier der WTA Tour. Sie unterlag in der ersten Runde Anastassija Potapowa mit 3:6, 7:64 und 3:6.
Bei ihrem zweiten WTA-Turnier in Madrid, für das sie ebenfalls eine Wildcard erhielt, machte sie 2023 mit Siegen gegen Leylah Fernandez, Beatriz Haddad Maia und Magda Linette auf sich aufmerksam. Erst im Achtelfinale wurde sie von der Weltranglistenzweiten Aryna Sabalenka gestoppt. Am 29. Mai 2023 war sie Weltranglistenerste bei den Juniorinnen.
Beim Australian Open 2024 konnte Andrejewa dank ihrer Platzierung als 57. der Weltrangliste im Hauptfeld auftreten. In der zweiten Runde gewann sie gegen die Top-Ten-Spielerin Ons Jabeur glatt 6:0, 6:2.
Im Juli gewann sie ihren ersten WTA-Titel. Im Finale der UniCredit Iași Open 2024 triumphierte sie durch die Aufgabe ihrer Gegnerin Elina Awanessjan, Muskelkrämpfe im Unterschenkel, mit 5:7, 7:5 und 4:0.

### 2025–: Jüngste WTA-1000-Siegerin, Top 10
Beim ersten Grand-Slam-Turnier, den Australian Open, erreichte sie wie im Vorjahr das Achtelfinale, wo sie gegen Aryna Sabalenka mit 1:6 und 2:6 verlor. Im Februar gewann sie dann ihr erstes WTA-1000-Turnier. Im Finale der Dubai Duty Free Tennis Championships triumphierte sie gegen Clara Tauson mit 7:61 und 6:1. Damit wurde sie zur jüngsten Spielerin, die seit der Einführung 2009 ein WTA-1000-Turnier gewann. In der Weltrangliste erreicht die mit Platz 9 erstmals die Top 10.
Am 16. März triumphierte sie bei den BNP Paribas Open in Indian Wells gegen die Weltranglistenerste Aryna Sabalenka mit 2:6, 6:4 und 6:3, und gewann so ihren zweiten WTA-1000-Titel hintereinander. Im vorherigen Halbfinale schlug sie die Weltranglistenzweite Iga Świątek. Aufgrund dieser beiden Siege wurde sie zur erst dritten Spielerin, der es im Alter von unter 18-Jahren gelang, die bestplatzierten Spielerinnen der Welt in einem Turnier zu besiegen. Zuvor war das Steffi Graf, beim Lipton International Players Championships 1987 in Miami, und Serena Williams, bei den US Open 1999 in New York City, gelungen.

## Persönliches
Mirra ist die jüngere Schwester von Erika Andrejewa, die ebenfalls professionelle Tennisspielerin auf der WTA Tour ist.

## Turniersiege

### Einzel
| Nr. | Datum             | Turnier      | Kategorie | Belag     | Finalgegnerin        | Ergebnis       |
| --- | ----------------- | ------------ | --------- | --------- | -------------------- | -------------- |
| 1.  | 10. April 2022    | Antalya      | ITF W15   | Sand      | Martina Colmegna     | 6:76, 6:0, 6:2 |
| 2.  | 17. April 2022    | Antalya      | ITF W15   | Sand      | Silvia Ambrosio      | 7:5, 6:2       |
| 3.  | 31. Juli 2022     | El Espinar   | ITF W25   | Hartplatz | Eva Guerrero Álvarez | 6:4, 6:2       |
| 4.  | 19. November 2022 | Meitar       | ITF W60   | Hartplatz | Rebecca Peterson     | 6:1, 6:4       |
| 5.  | 16. April 2023    | Chiasso      | ITF W60   | Sand      | Céline Naef          | 1:6, 7:63, 6:0 |
| 6.  | 23. April 2023    | Bellinzona   | ITF W60   | Sand      | Fiona Ferro          | 2:6, 6:1, 6:4  |
| 7.  | 26. Juli 2024     | Iași         | WTA 250   | Sand      | Elina Awanessjan     | 5:7, 7:5, 4:0r |
| 8.  | 22. Februar 2025  | Dubai        | WTA 1000  | Hartplatz | Clara Tauson         | 7:61, 6:1      |
| 9.  | 16. März 2025     | Indian Wells | WTA 1000  | Hartplatz | Aryna Sabalenka      | 2:6, 6:4, 6:3  |

### Doppel
| Nr. | Datum          | Turnier  | Kategorie | Belag     | Partnerin       | Finalgegnerinnen              | Ergebnis          |
| --- | -------------- | -------- | --------- | --------- | --------------- | ----------------------------- | ----------------- |
| 1.  | 5. Januar 2025 | Brisbane | WTA 500   | Hartplatz | Diana Schneider | Priscilla Hon Anna Kalinskaja | 7:66, 7:5         |
| 2.  | 30. März 2025  | Miami    | WTA 1000  | Hartplatz | Diana Schneider | Cristina Bucșa Miyu Katō      | 6:3, 6:75, [10:2] |

## Karrierestatistik und Turnierbilanz

### Dameneinzel
Die letzte Aktualisierung erfolgte nach dem WTA-Turnier in Bad Homburg 2025.
| Turnier                      | 2022      | 2023      | 2024      | 2025      | T / T      | S/N        | Sieg%      |
| ---------------------------- | --------- | --------- | --------- | --------- | ---------- | ---------- | ---------- |
| Australian Open              | –         | –         | AF        | AF        | 0 / 2      | 6:2        | 75 %       |
| French Open                  | –         | 3         | HF        | VF        | 0 / 3      | 11:3       | 79 %       |
| Wimbledon                    | –         | AF        | 1         | VF        | 0 / 3      | 7:3        | 70 %       |
| US Open                      | –         | 2         | 2         |           | 0 / 2      | 2:2        | 50 %       |
| WTA Finals                   | –         | –         | –         |           | 0 / 0      | 0:0        | –          |
| Doha                         | –         | a. K.     | –         | 2         | 0 / 1      | 1:1        | 50 %       |
| Dubai                        | a. K.     | –         | 1         | S         | 1 / 2      | 6:1        | 86 %       |
| Indian Wells                 | –         | –         | 1         | S         | 1 / 2      | 6:1        | 86 %       |
| Miami                        | –         | –         | –         | 3         | 0 / 1      | 1:1        | 50 %       |
| Madrid                       | –         | AF        | VF        | VF        | 0 / 3      | 10:3       | 77 %       |
| Rom                          | –         | –         | 1         | VF        | 0 / 2      | 3:2        | 60 %       |
| Kanada                       | –         | –         | –         |           | 0 / 0      | 0:0        | –          |
| Cincinnati                   | –         | –         | VF        |           | 0 / 1      | 3:1        | 75 %       |
| Peking                       | n. a.     | AF        | VF        |           | 0 / 2      | 5:2        | 71 %       |
| Wuhan                        | n. a.     | n. a.     | 2         |           | 0 / 1      | 1:1        | 50 %       |
| Olympische Spiele            | n. a.     | n. a.     | 1         | n. a.     | 0 / 1      | 0:1        | 0 %        |
| Statistik                    | Statistik | Statistik | Statistik | Statistik | S/N        | S/N        | Sieg%      |
| Turnierteilnahmen            | 13        | 11        | 17        | 12        | Gesamt: 53 | Gesamt: 53 | Gesamt: 53 |
| Erreichte Finals             | 5         | 2         | 2         | 2         | Gesamt: 11 | Gesamt: 11 | Gesamt: 11 |
| Gewonnene Titel              | 4         | 2         | 1         | 2         | Gesamt: 9  | Gesamt: 9  | Gesamt: 9  |
| Hartplatz-Siege/-Niederlagen | 21:5      | 7:4       | 18:9      | 20:4      | 66:22      | 66:22      | 75 %       |
| Sand-Siege/-Niederlagen      | 18:4      | 23:4      | 16:5      | 11:4      | 68:17      | 68:17      | 80 %       |
| Rasen-Siege/-Niederlagen     | 0:0       | 6:1       | 0:2       | 1:2       | 7:5        | 7:5        | 58 %       |
| Gesamt-Siege/-Niederlagen    | 39:9      | 36:9      | 34:16     | 32:10     | 141:44     | 141:44     | 76 %       |
| Sieg%                        | 81 %      | 80 %      | 68 %      | 76 %      | Gesamt:    | Gesamt:    | 76 %       |
| Jahresendposition            | 405       | 46        | 16        |           | N/A        | N/A        | N/A        |

Zeichenerklärung: S = Turniersieg; F, HF, VF, AF = Einzug ins Finale / Halbfinale / Viertelfinale / Achtelfinale; 1, 2, 3 = Ausscheiden in der 1. / 2. / 3. Hauptrunde; KF (kleines Finale) = unterlegen im Spiel um Platz drei; RR = Round Robin (Gruppenphase); n. a. = nicht ausgetragen; a. K. = andere Kategorie; PO (Play-off) = Auf- und Abstiegsrunde im Billie Jean King Cup; K1, K2, K3 = Teilnahme in der Kontinentalgruppe I, II, III im Billie Jean King Cup.
Anmerkung: Diese Statistik berücksichtigt alle Ergebnisse im Einzel bei ITF- und WTA-Turnieren. Als Quelle dient die ITF-Seite der Spielerin. Dargestellt sind nur WTA-Turniere der Kategorie 1000 (seit 2021).

### Juniorinneneinzel
| Turnier         | 2022 | 2023 | Karriere |
| --------------- | ---- | ---- | -------- |
| Australian Open | —    | F    | F        |
| French Open     | VF   | —    | VF       |
| Wimbledon       | —    | —    | —        |
| US Open         | VF   | —    | VF       |

Zeichenerklärung: S = Turniersieg; F, HF, VF, AF = Einzug ins Finale / Halbfinale / Viertelfinale / Achtelfinale; 1, 2, 3 = Ausscheiden in der 1. / 2. / 3. Hauptrunde; nicht ausgetragen

### Juniorinnendoppel
| Turnier         | 2022 | 2023 | Karriere |
| --------------- | ---- | ---- | -------- |
| Australian Open | 1    | HF   | HF       |
| French Open     | AF   | —    | AF       |
| Wimbledon       | —    | —    | —        |
| US Open         | AF   | —    | AF       |

## Auszeichnungen
- WTA Newcomer of the Year – 2023[9]